# Netz-Krokus
Der Netz-Krokus (Crocus reticulatus) ist eine Pflanzenart aus der Gattung der Krokusse (Crocus).

## Merkmale
Der Netz-Krokus ist ein ausdauernder Knollen-Geophyt, der Wuchshöhen von 5 bis 10 Zentimeter erreicht. Die Blätter sind 0,5 bis 1 Millimeter breit. Es sind 2 Hochblätter vorhanden. Die Blüten duften und sind klein. Die Perigonzipfel messen 17 bis 35 × 4 bis 13 Millimeter. Sie sind weiß oder lila gefärbt. Die äußeren Perigonblätter sind spitze, länger und schmaler als die inneren und weisen auf der Außenseite meist 3 bis 5 violette Längsstreifen und feinere Seitennerven auf.
Die Blütezeit reicht von März bis Mai (selten ab Februar).
Die Chromosomenzahl beträgt 2n = 12.

## Vorkommen
Der Netz-Krokus kommt in von Moldawien bis zum Kaukasus vor. Die Art wächst auf Kalkfelsen und in Steppen.

## Nutzung
Der Netz-Krokus wird selten als Zierpflanze für Steingärten genutzt.

## Belege
- Eckehart J. Jäger, Friedrich Ebel, Peter Hanelt, Gerd K. Müller (Hrsg.): Exkursionsflora von Deutschland. Begründet von Werner Rothmaler. Band 5: Krautige Zier- und Nutzpflanzen. Springer, Spektrum Akademischer Verlag, Berlin/Heidelberg 2008, ISBN 978-3-8274-0918-8.